# Gafarró gorjanegre
El gafarró gorjanegre (Crithagra atrogularis) és una espècie d'ocell de la família dels fringíl·lids (Fringillidae) que habita sabanes i estepes arbustives de l'Àfrica subsahariana.